# Nogesund
För tätorten Nogersund i Sölvesborgs kommun, se Nogersund.
Nogesund är en småort i Bromölla kommun i Skåne län, belägen i Ivetofta socken längs länsväg 116 i anslutning till Levrasjön.
I Statistiska centralbyråns statistik benämns orten felaktigt som "Nogersund".

## Befolkningsutveckling
| Befolkningsutvecklingen i Nogesund 1990–2015 | Befolkningsutvecklingen i Nogesund 1990–2015 | Befolkningsutvecklingen i Nogesund 1990–2015 | Befolkningsutvecklingen i Nogesund 1990–2015 | Befolkningsutvecklingen i Nogesund 1990–2015 |
| -------------------------------------------- | -------------------------------------------- | -------------------------------------------- | -------------------------------------------- | -------------------------------------------- |
|                                              |                                              |                                              |                                              |                                              |
| År                                           |                                              |                                              | Folkmängd                                    | Areal (ha)                                   |
| 1990                                         | 1990                                         |                                              | 89                                           | 7#                                           |
| 1995                                         | 1995                                         |                                              | 96                                           | 7#                                           |
| 2000                                         | 2000                                         |                                              | 98                                           | 7#                                           |
| 2005                                         | 2005                                         |                                              | 86                                           | 8#                                           |
| 2010                                         | 2010                                         |                                              | 99                                           | 10#                                          |
| 2015                                         | 2015                                         |                                              | 125                                          | 27#                                          |
| Anm.: # Som småort.                          |                                              |                                              |                                              |                                              |